# Francesco Costanzo Cattaneo

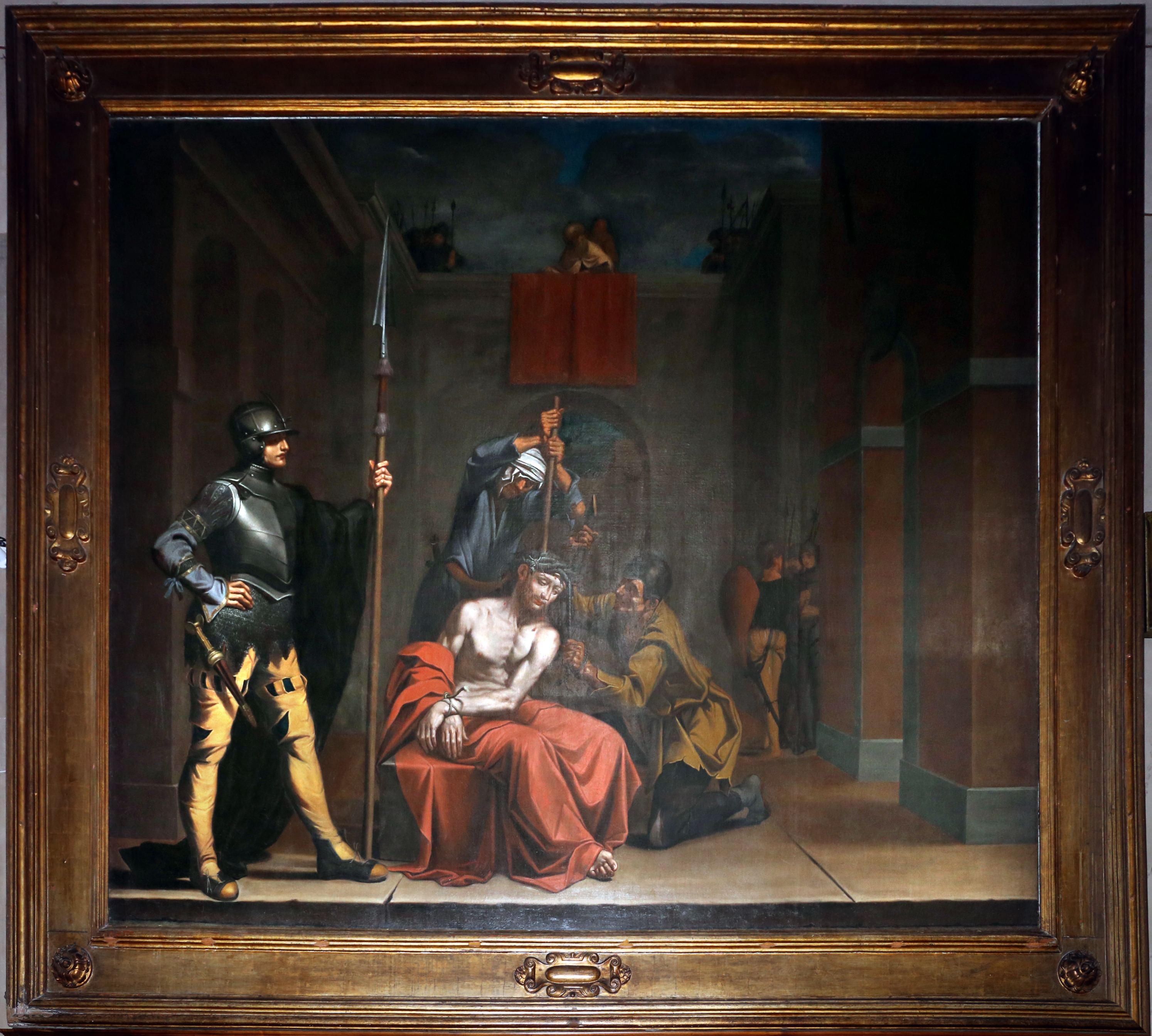
Dornenkrönung, San Giorgio, Ferrara

Francesco Costanzo Cattaneo (* 1602 in Ferrara; † 3. Juli 1665 ebendort) war ein italienischer Maler des Barock, der in Ferrara geboren wurde und hauptsächlich dort tätig war. Er ist auch als Costanzo oder Costanza Cattanio bekannt.

## Leben
Er wurde zunächst bei Scarsellino in Ferrara ausgebildet. Wegen seiner streitlustigen und schlecht gelaunten Art schickte ihn sein Vater jedoch nach Bologna, um bei Guido Reni zu Arbeiten. Nach dem Tod seines Vaters kehrte er nach Ferrara zurück. Er wird als anfällig für das Tragen eines Schwertes, die Jagd und Schlägereien beschrieben. Er war so streitsüchtig und unruhig, dass er den größten Teil seines Lebens im Exil oder in Ungnade verbrachte. Nachdem er einen Soldaten verletzt hatte, war Cattaneo gezwungen, Zuflucht in einem Kloster (San Francesco) zu suchen, wo er mit dem Malen von Fresken beschäftigt war.
Eine Quelle sagt, dass er besonders gut Szenen von Soldaten und Raufbolden im Kampf malen konnte. Im Jahr 1654 reiste unter der Schirmherrschaft von Kardinal Carlo Pio di Savoia (1622–1689) nach Rom. Marchese Giraldi nahm ihn auf einer Reise durch Italien mit. Bei dieser Gelegenheit konnte er in den berühmtesten Galerien die bekanntesten Künstler studieren.
Zu seinen Werken gehören Gemälde der Passion, ein Ecce Homo und eine Geißelung (1624), im Seitenaltar der Kapelle des Kruzifixes der Kirche San Giorgio, Ferrara, gemalt, nachdem ein Erdbeben die Stadt heimgesucht hatte. Er malte einen Matthäus, der die Götzen zerstört, für die Kirche Santo Spirito; ein Gebet im Garten von Gesthemane für den Chor der Kirche San Benedetto; einen Heiligen Ludwig, der die Herzogskrone ablehnt, zunächst für die Gesu, später in der Kirche San Stefano. Er malte eine Verkündigung für die Kirche Santo Spirito und den betenden Christus auf dem Berg für die Kirche San Benedetto.